# Buffonellaria cornuta
Buffonellaria cornuta är en mossdjursart som beskrevs av Ratna Guha och Gopikrishna 2007. Buffonellaria cornuta ingår i släktet Buffonellaria och familjen Celleporidae. Inga underarter finns listade i Catalogue of Life.